# Mariusz Bratnicki
Mariusz Bratnicki (ur. 14 kwietnia 1947 w Inowrocławiu, zm. 2 września 2020 w Bytomiu) – polski specjalista zarządzania i organizacji, prof. dr hab. n. ekon.

## Życiorys
W 1970 ukończył studia w Szkole Głównej Planowania i Statystyki. 12 listopada 1975 roku uzyskał stopień naukowy doktora nauk humanistycznych na podstawie przedłożonej rozprawy doktorskiej pt. Wpływ systemu elektronicznego przetwarzania danych na organizację i zarządzanie w przedsiębiorstwie przemysłowym, 25 kwietnia 1994  habilitował się na podstawie pracy zatytułowanej Doskonalenie procesu zarządzania w przedsiębiorstwie. Podejście zintegrowane. 16 sierpnia 1999 nadano mu tytuł profesora w zakresie nauk ekonomicznych. Był profesorem zwyczajnym na Wydziale Nauk Stosowanych Akademii WSB, w Centrum Badań Przedsiębiorczości i Zarządzania PAN, w Katedrze Podstaw Zarządzania i Marketingu na Wydziale Organizacji i Zarządzania Politechniki Śląskiej, w Państwowej Uczelni Zawodowej im. prof. Stanisława Tarnowskiego w Tarnobrzegu oraz w Katedrze Przedsiębiorczości na Wydziale Zarządzania Uniwersytetu Ekonomicznego w Katowicach.
Piastował funkcję profesora nadzwyczajnego w Instytucie Zarządzania, Administracji i Logistyki na Wydziale Organizacji i Zarządzania Politechniki Śląskiej, kierownika w Katedrze Przedsiębiorczości na Wydziale Zarządzania Uniwersytetu Ekonomicznego w Katowicach, członkiem Zespołu Nauk Społecznych, Ekonomicznych i Prawnych (H-02) – Komitetu Badań Naukowych, Zespołu Roboczy do spraw Produkcji Niematerialnej (ZR-10) – Komisji Badań na Rzecz Rozwoju Gospodarki Ministerstwa Nauki i Szkolnictwa Wyższego, Komitetu Nauk Organizacji i Zarządzania na I Wydziale Nauk Humanistycznych i Społecznych Polskiej Akademii Nauk i Komisji ds. Stopni i Tytułów; Sekcja II - Nauk Ekonomicznych Centralnej Komisji do Spraw Stopni i Tytułów.
Zmarł 2 września 2020.

## Odznaczenia
- Srebrny Krzyż Zasługi (1994)[5]
- Złoty Krzyż Zasługi (1998)[6]